# Dicranopteris weatherbyi
Dicranopteris weatherbyi är en ormbunkeart som först beskrevs av Francis Raymond Fosberg och fick sitt nu gällande namn av Sidney Frederick Glassman.
Dicranopteris weatherbyi ingår i släktet Dicranopteris och familjen Gleicheniaceae. Inga underarter finns listade i Catalogue of Life.